# Comisión Nacional para la Promoción y Desarrollo de la Región Patagónica
La Comisión Nacional para la Promoción y Desarrollo de la Región Patagónica es una agencia del Estado Nacional argentino, creada durante la presidencia de Raúl Alfonsín, a través del decreto 527 del 15 de abril de 1986 y originariamente se denominó Comisión Nacional para el Proyecto Patagonia y Capital. Su función originaria era radicar inversiones privadas en la región patagónica y en el Distrito Federal de Viedma - Carmen de Patagones y se le dio el rango de ministerio, según establecía el decreto que la creaba. Esta Comisión tuvo a su cargo, junto con la Comisión Técnica Asesora en Problemas Urbanísticos, Arquitectónicos y Ambientales y  el ENTECAP (organismo sucesor de esta última), el traslado de la Capital Federal y el desarrollo de la Patagonia. El Decreto 201 del 16 de febrero de 1988 modifica el nombre, composición y propósito de la Comisión. 